# Музей Азербайджанської літератури імені Нізамі Гянджеві
Музей Азербайджанської літератури імені Нізамі Гянджеві (азерб. Nizami Gəncəvi adına Azərbaycan ədəbiyyatı muzeyi) — заснований у Баку в 1939 році. Розташований в центрі азербайджанської столиці, недалеко від площі фонтанів та входу в Ічері Шехер. На сьогоднішній день цей музей є одним із найбільших і найбагатших скарбниць азербайджанської духовної культури.

## Основні цілі
Збір, дослідження і збереження наукових та інших матеріалів про азербайджанської літератури й культури, подання цих матеріалів в експозиціях і на виставках. У музеї також проводяться великі наукові дослідження, пишуться і видаються книги і монографії.

## Історія музею
Будівля, в якій розташовується музей, було побудовано в 1850 році, як одноповерховий караван-сарай. У 1915 році будівлю було передано під готель «Метрополь» і був добудований другий поверх. Потім, в 1918–1920 роках тут жили і працювали співробітники Кабінету міністрів Азербайджанської Демократичної Республіки, а в 1920-30-х роках тут розміщувався Рада профспілок Азербайджану.
Розпорядженням Ради Народних Комісарів Азербайджанської РСР від 1 листопада 1939 році, за № 4972, у зв'язку з 800-річним ювілеєм з дня народження великого азербайджанського поета Нізамі Гянджеві, в цій будівлі був створений меморіальний музей імені Нізамі. За проектом архітекторів Садигов Дадашева та Міка Усейнова був проведений капітальний ремонт, встановлено скульптури на фасаді і добудовано ще два поверхи. Надалі меморіальний музей був перетворений у Музей азербайджанської літератури. Інтер'єр музею був оформлений Лятіфом Керімовим. У роки Другої світової війни, коли в блокадному Ленінграді відзначали 800-річний ювілей азербайджанського письменника Нізамі Гянджеві, роботи з розміщення експозицій в музеї були продовжені. Попри те, що початок музею було покладено в 1939 році, музей відчинив двері для відвідувачів лише після перемоги у Великій Вітчизняній війні — 14 травня 1945 році.
Двічі, в 1959 і 1967 роках музей був капітально відреставрований, розширений і більш вдосконалений. У 2001–2003 роках музей знову зазнав ряд новітніх змін.
Влітку 2005 році, після візиту в музей президента Азербайджанської Республіки Ільхама Алієва 30 грудня 2004, були підготовлені нові проекти, на основі яких приступили до капітальних реставраційних та ремонтно-відновлювальних робіт. Кабінет міністрів Азербайджанської Республіки виділив на ці цілі 13000000 манатів. Площа експозиції була збільшена до 2500 квадратних метрів, а кількість залів доведено до 30 основних і 10 допоміжних. Якщо до реставрації 2005 році в музеї демонструвалося близько 1000 з більш ніж 120 тисяч експонатів музею, то після реставрації їх кількість досягла 25 тисяч.

## Будівля
Загальна площа музею становить близько 2500 кв.м, з яких під експозиції відведено 1409 кв.м., під фонди 173 кв.м. У 30 основних і 10 допоміжних залах музею представлено більше 3 тисяч рукописів, рідкісних книг, ілюстрацій, портретів, скульптур, мініатюр, спогадів письменників та інших експозицій. Частина будівлі відведена під книжковий магазин (нині діє).
На фасаді будівлі, по осі арок встановлено статуї видатних поетів і письменників Азербайджану в такій черговості: Мухаммеда Фізулі (скульптор Ф. Абдуррахманов), Молла Панахі Вагіфа (скульптор С. Кляцька), Мірзи Фаталі Ахундова (скульптор П. Сабсай), Хуршідбану Натаван (скульптор Е. Трипільська), Джаліла Мамедкулізаде (скульптор М. Захаров) і Джафара Джаббарли (скульптор С. Кляцька). Кількість збережених у фондах музейних експонатів становить близько 120 тисяч примірників.

## Експонати
Гордістю музею є рукопис поеми Нізамі «Іскандер-наме», написана ним в 1413 році, примірник переписаної рукописи Фізулі «Бянкю-Баде» (1569), «Східна поема про смерть Пушкіна» — Мірзи Фаталі Ахундова, а також особисті автографи та інші експонати та експозиції великої наукової цінності.

## Виноски
1. ↑  http://mct.gov.az/?/az/culturehistory/718/190
2. ↑  Інститути та організації НАНА [Архівовано 9 лютого 2006 у Wayback Machine.] (рос.)
3. ↑  У Національному музеї азербайджанської літератури імені Нізамі Гянджеві відбулася зустріч з керівниками ЗМІ Азербайджану [Архівовано 13 червня 2012 у Wayback Machine.] (рос.)
4. ↑  Музей Азербайджанської літератури ім. Нізамі Гянджеві [Архівовано 25 квітня 2012 у Wayback Machine.] (рос.)